# Związek Młodej Polski Ludowej
Związek Młodej Polski Ludowej (zwany także ruchem siewbiarskim) – nielegalna organizacja chłopska działająca w Królestwie Polskim w latach 1906–1908.
Wyodrębnił się 27 czerwca 1906 z endeckiego Towarzystwa Oświaty Narodowej, na znak protestu przeciwko polityce Stronnictwa Narodowo-Demokratycznego podczas rewolucji 1905–1907. Program ZMPL, opracowany przez Antoniego Wysłoucha (brata Bolesława Wysłoucha) i Jana Adamowicza-Pilińskiego, wysuwał postulaty szerokich reform demokratycznych. Związek prowadził głównie działalność o charakterze społeczno-ekonomicznym i kulturalno-oświatowym za pośrednictwem powołanych w tym celu legalnych placówek: Towarzystwa Kółek Rolniczych im. Stanisława Staszica, Uniwersytetu Ludowego, Towarzystwa Wydawniczego i tygodnika „Siewba”. Pismo to wychodziło od 3 listopada 1906 i rozprzestrzeniało swoje wpływy z powiatu radzymińskiego na inne tereny Królestwa Polskiego. Do komitetu redakcyjnego pisma wchodzili chłopi, m.in. Jan Kielak (redaktor), Józef Sadowski, Józef Wasilewski, Paweł Wasilewski oraz współpracujący z nimi inteligenci: Tadeusz Gałecki i Jan Adamowicz-Piliński (sekretarz redakcji). Wraz z zamknięciem pisma przez władze rosyjskie w maju 1908 zanikła działalność ZMPL, a jego działacze potocznie nazywani siewbiarzami skupili się wokół „Zarania”.